# Igreja da Lapa (Porto)
A Igreja de Nossa Senhora da Lapa é uma igreja católica situada na cidade do Porto, em Portugal, dedicada à Nossa Senhora da Lapa. A igreja foi edificada pela Irmandade da Nossa Senhora da Lapa, instituída em 1755, e faz parte de um conjunto edificado que inclui o cemitério da Lapa, a escola primária da Irmandade e o Hospital da Irmandade da Lapa. Na capela-mor encontra-se sepultado o coração do rei Pedro IV de Portugal, doado em testamento à irmandade.
A primeira pedra da igreja foi lançada em 17 de julho de 1756 e, embora tenha sido consagrada em 1779, a construção só foi concluída em 1863. O primeiro projeto da igreja foi encomendado ao arquiteto João Glama Ströberle. Em 1756 foi encomendado em novo desenho ao arquiteto Figueiredo Seixas, que dirigiu as obras até à data da sua morte em 1773. Construída ao longo de mais de um século, a igreja apresenta elementos arquitetónicos rococós e neoclássicos.

## História da Irmandade
Foi instituída no século XVIII, datando os seus primeiros estatutos do ano de 1757. Nasceu como uma instituição religiosa mas, cedo, o seu campo de intervenção estendeu-se para lá das funções de culto. Dos meados de oitocentos aos princípios do século XX, assistiu-se à concretização dos principais sonhos do seu fundador o brasileiro Padre Ângelo Sequeira (São Paulo, 1707 - Rio de Janeiro, 1776), que no seu livro Botica Preciosa, e Thesouro Precioso da Lapa confessava querer achar todos os remédios para o corpo, para a alma e para a vida. Esta baliza cronológica compreende, assim, a afirmação do extinto Seminário-Colégio da Lapa, a construção do cemitério da Irmandade, a conclusão das obras da Igreja e, mais tarde, a edificação do Hospital.

## Igreja
Em 1754, o fundador Padre Ângelo Sequeira pregava pela cidade do Porto, com a intenção de construir uma capela em honra de Nossa Senhora da Lapa. Em 1755, recebeu, a 29 de julho, a bula papal do Santo Padre Bento XIV, e fruto das generosas esmolas dos fiéis, começou a construir-se a Capela de Nossa Senhora da Lapa das Confissões.
Dois anos mais tarde, a Mesa Administrativa da Irmandade decidiu-se pela construção de uma nova igreja, segundo traça do arquiteto José de Figueiredo Seixas. A construção da igreja arrastou-se por mais de 100 anos, devido à escassez de recursos e às invasões napoleónicas. Desde 1835, o interior da igreja acolhe o coração do rei D. Pedro IV, albergado, desde 1837, num monumento construído por Costa Lima e localizado na Capela-Mor, do lado do Evangelho. Em maio de 1991, com o aval do provedor comendador José de Sousa Faria Júnior e da Mesa Administrativa, a Venerável Irmandade de Nossa Senhora da Lapa assinou o contrato para adquirir o monumental Órgão de Tubos. Inaugurado em 7 de julho de 1995, o Grande Órgão de Tubos torna-se o ex-libris da Irmandade por ser um dos melhores e mais belos de toda a Península Ibérica. O Órgão revela-se, ainda, uma peça fundamental na concretização dos famosos concertos promovidos pela igreja.
O Órgão de Tubos tem cerca de 32 toneladas, 15 metros de altura, 10,5 metros de largura e 5 metros de profundidade. O maior tubo do órgão é de madeira e mede 10,12 metros de altura.

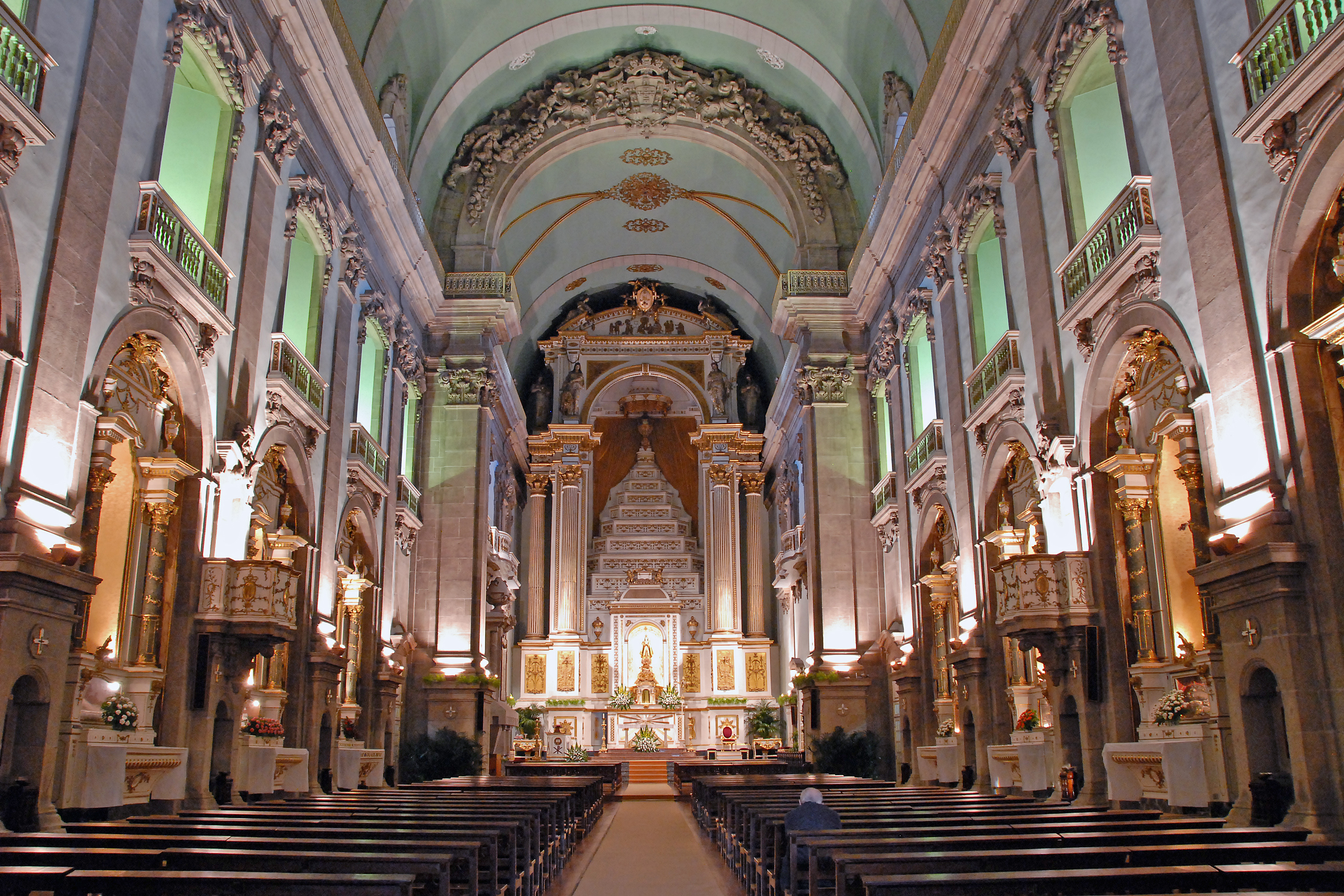
Interior da igreja
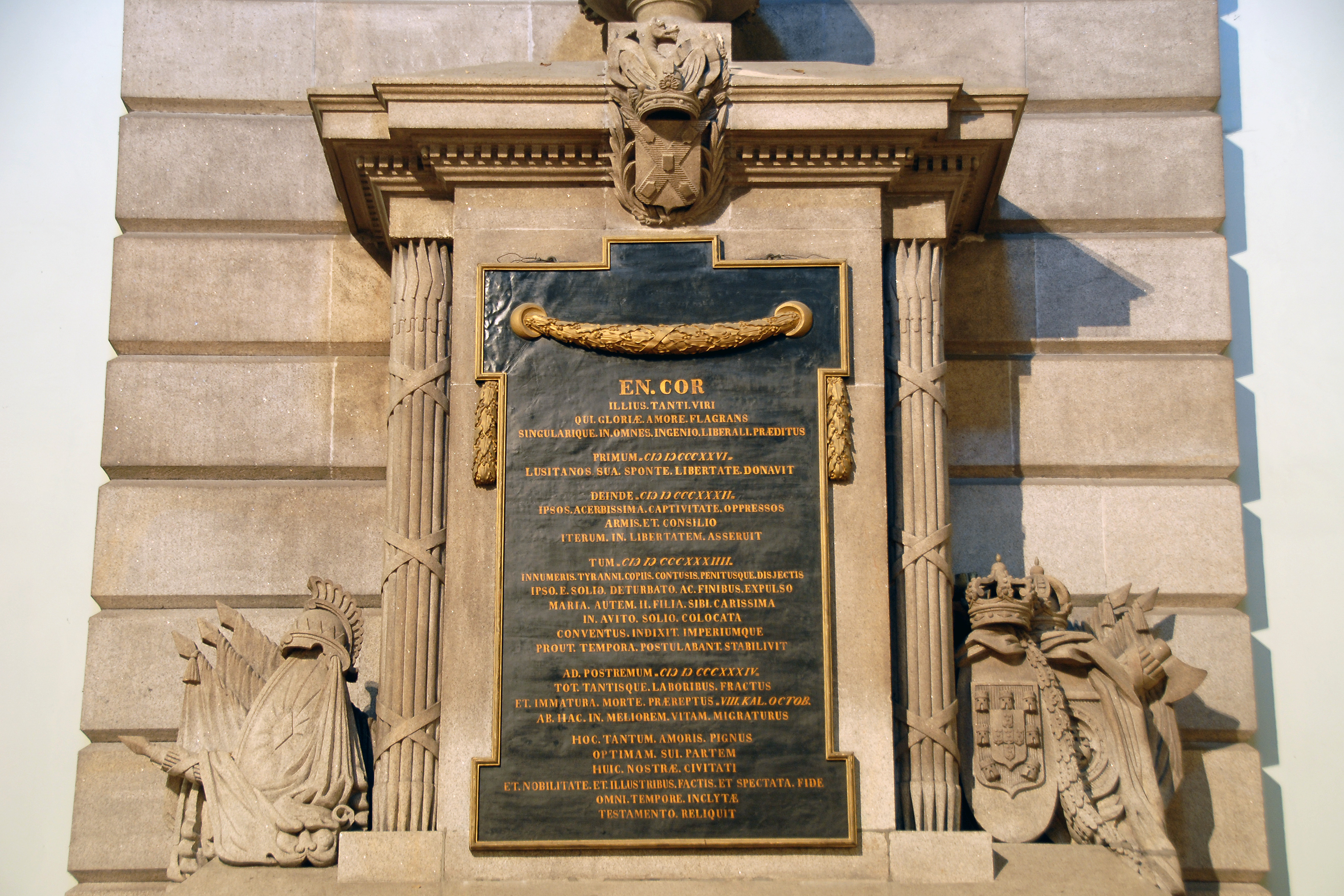
Mausoléu que alberga o coração do rei Pedro IV.
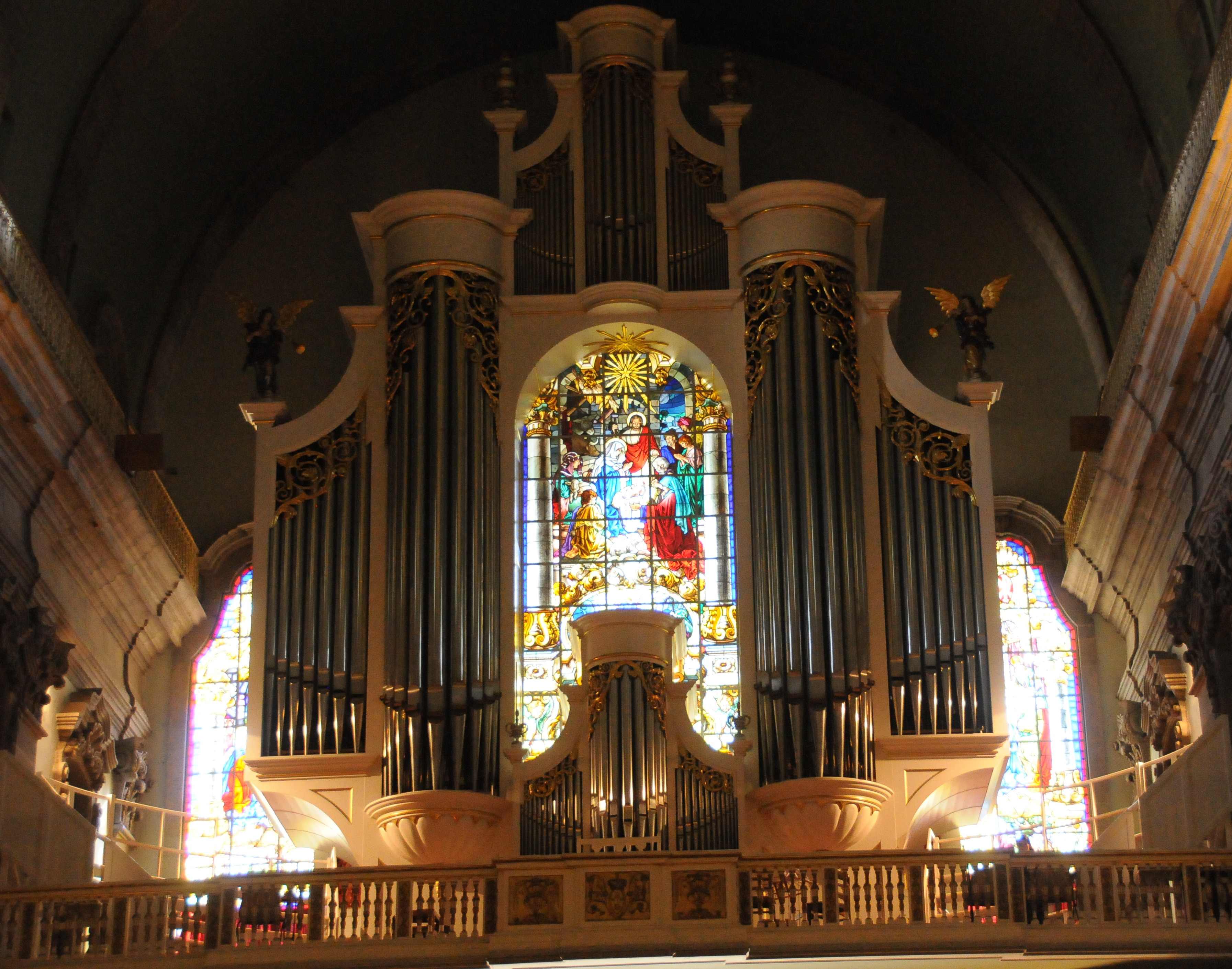
Órgão de Tubos da Igreja da Lapa.

## Arquitecto / Autor
ARQUITECTOS: João Strovel (1756) e José Figueiredo Seixas (1759), Luís Chiari (guarda-vento);
ESCULTORES: Manuel Moreira da Silva (retábulo-mor), Brito (seis figuras de vulto femininas no retábulo-mor), Costa Lima (Mausoléu D. Pedro IV);
ORGANEIROS: Georg Jann (1991);
PINTORES: Joaquim Rafael (óleo de São Sebastião na Sala dos Quadros);
RELOJOEIROS: Joaquim José Marques (antigo relógio da torre E.);
VITRALISTAS: Ricardo Leone (1931), Oficina De Francesco de Milão (1993).

## Cemitério
O Cemitério da Lapa é o mais antigo cemitério romântico português, construído como resposta à epidemia de cólera que vitimou muitos portuenses. Porém, a Irmandade pretendia, desde 1833, um local de sepultamento nobre para os seus Irmãos. As magníficas capelas funerárias erigidas pela burguesia portuense aqui sepultada fazem deste cemitério um verdadeiro "museu da morte", ilustrativo da melhor arte funerária do período romântico. Neles jazem personalidades ilustres, tais como os escritores Arnaldo Gama, Camilo Castelo Branco e Soares de Passos, como os arquitetos e artistas Marques da Silva e Marques de Oliveira, como o Bispo D. Manuel de Santa Inês e como o industrial José Ferreira Borges, o banqueiro José Pinto Leite, entre muitas outras.
O Cemitério da Lapa é, desde 2022, reconhecido como Cemitério Monumental pela ASCE – Association of Significant Cemeteries of Europe e membro da Rota Europeia dos Cemitérios.

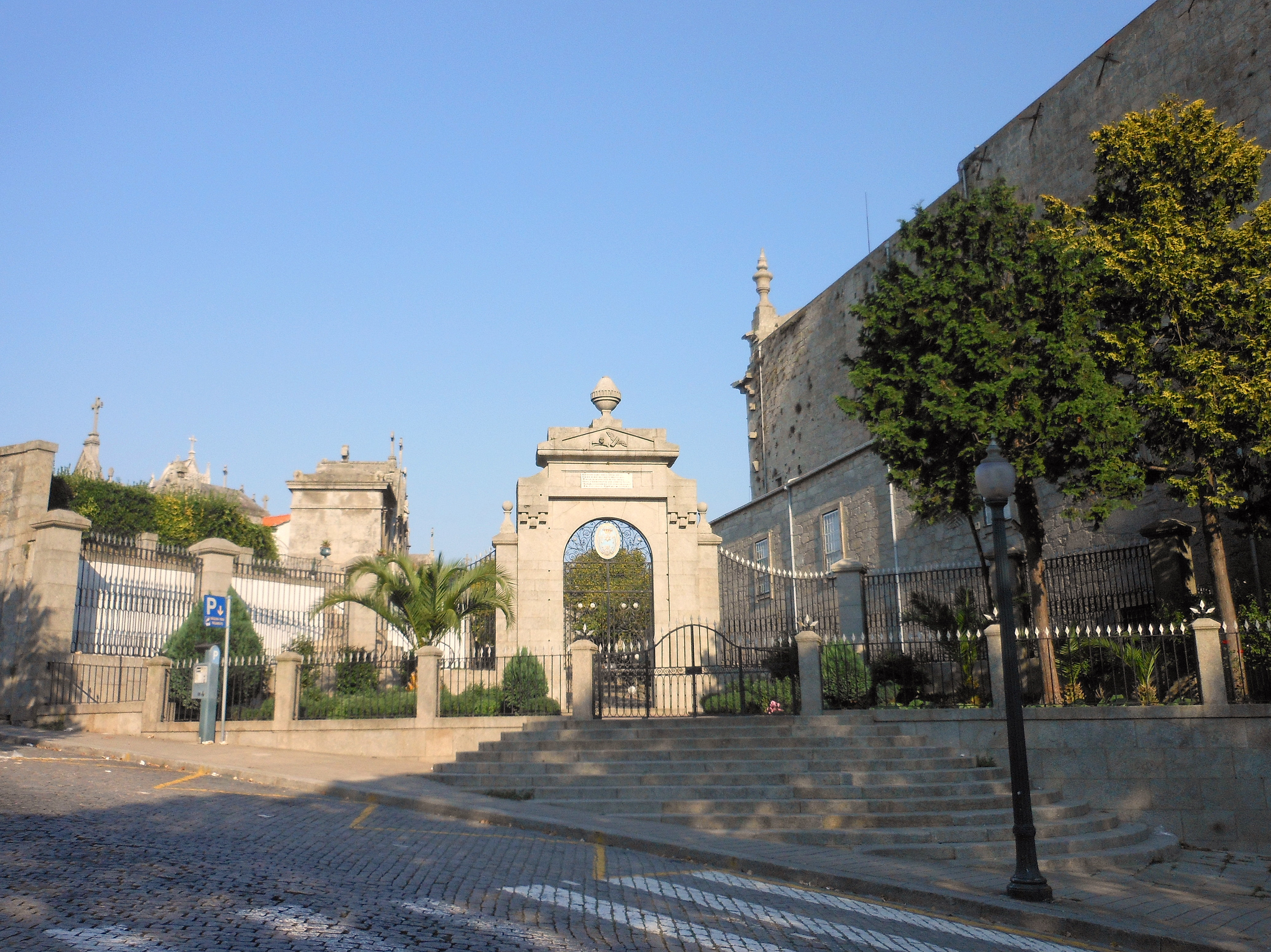
Entrada do Cemitério da Lapa.
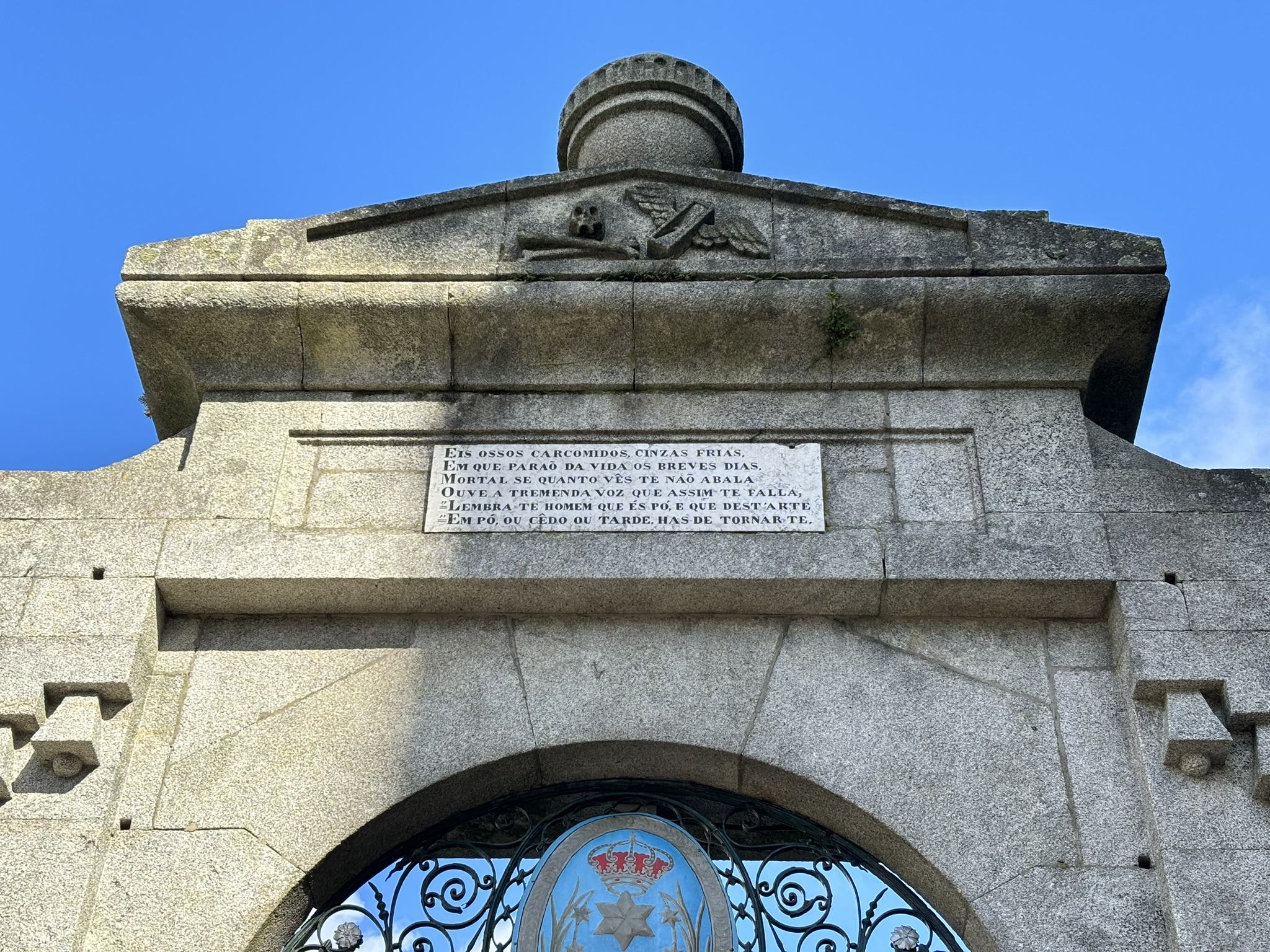
Inscrição à entrada do Cemitério da Lapa da autoria de Soares de Passos (1826-60).
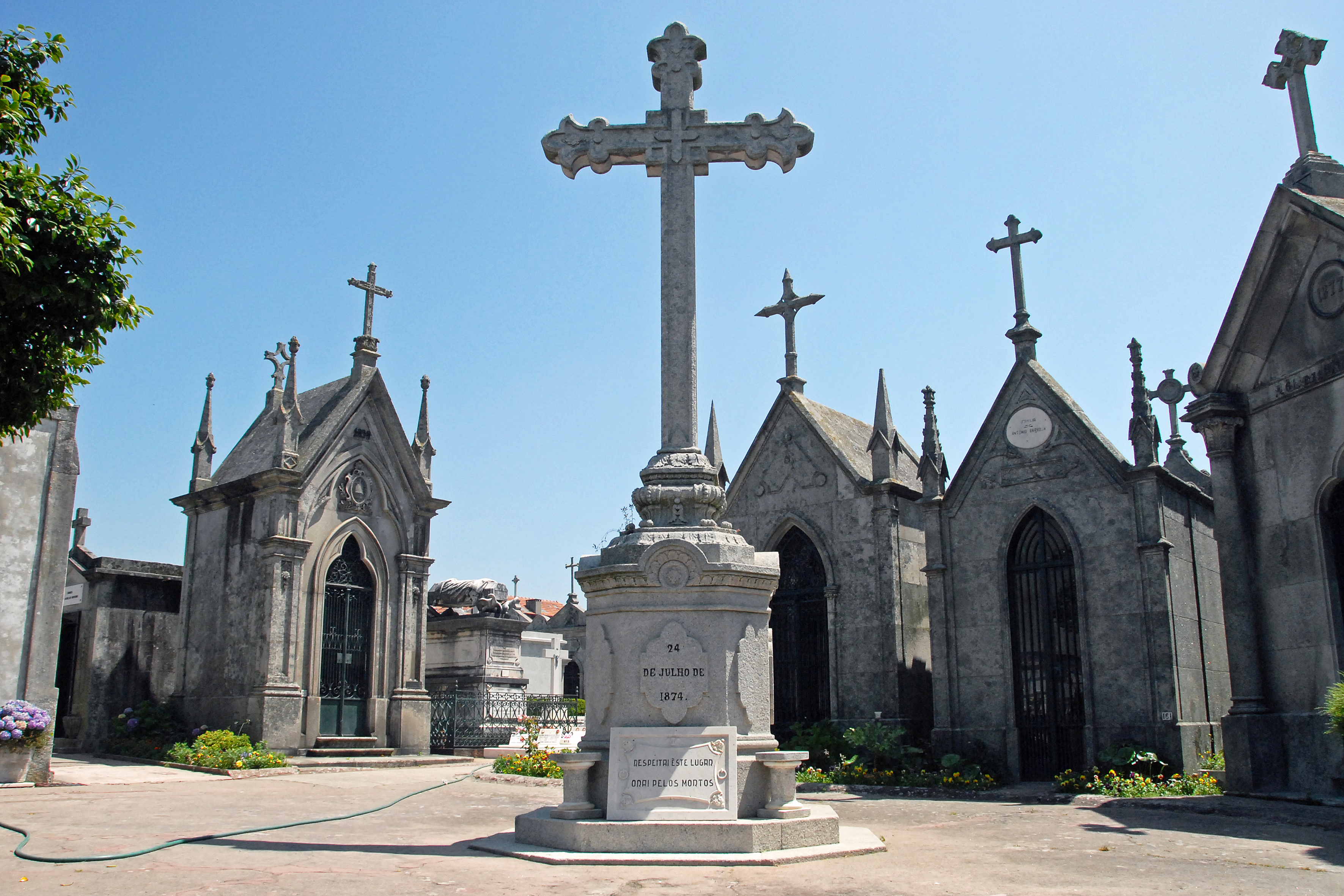
Capelas-Jazigo do Cemitério da Lapa.

## Escolas

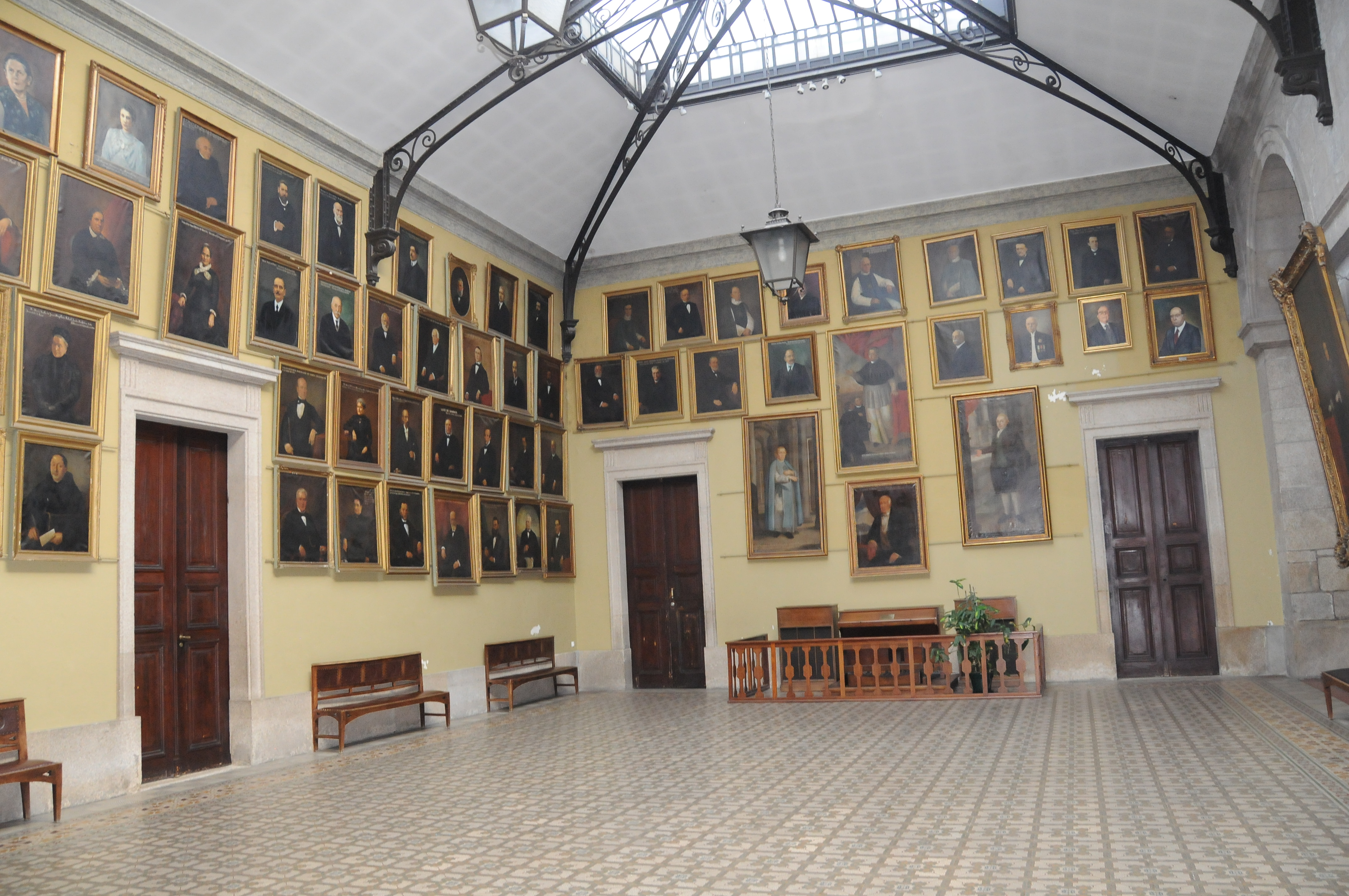
"Galeria da Memória" (Sala dos Retratos). Aspeto da Sala até 2013.

O Seminário-Colégio da Irmandade da Lapa foi um dos primeiros estabelecimentos de ensino da cidade do Porto. O projecto de criar um seminário-colégio para formação de jovens pertence ao próprio fundador da Irmandade, o missionário apostólico Angelo de Sequeira, o qual por diversas razões não concretizou esse desejo, tendo antes regressado ao Brasil, onde viria a falecer em 1776. Só em 12 de junho de 1792, D. Maria I autorizou a Irmandade a abrir a ambicionada instituição de ensino. Todavia, e a julgar pelos elementos documentais disponíveis no arquivo da Irmandade, o seminário-colégio não recebeu alunos senão a partir dos finais de 1800.
Ao longo do século XIX, o seminário-colégio sofreu encerramentos e reformas até ficar apenas conhecido como Colégio da Lapa, recebendo alunos como Eça de Queirós, Ramalho Ortigão, Ricardo Jorge, entre outros. A valência educativa da Irmandade manteve-se até 2008, ano em que encerrou a Escola da Lapa, a qual funcionou durante o século XX, grosso modo.
As atividades letivas da Irmandade tinham lugar num edifício geminado à Igreja, o qual ainda existe. Esse edifício foi projetado, cerca de 1910–1915, pelo reconhecido arquiteto Marques da Silva, e albergava a Sacristia, a Galeria da Memória (Sala dos Retratos), o Salão Nobre/Sala das Sessões, o Arquivo e as Escolas (feminina e masculina) da Irmandade. Alguns destes espaços encontram-se, ainda, ativos e visitáveis.

## Hospital
Foi edificado entre 1902 e 1904, concretizando um antigo sonho da Irmandade. A construção foi financiada pela benemérita Luzia Joaquina Bruce (–1917), em memória do seu companheiro, João António Lima (1825–1891), cuja estátua coroa, até hoje, a fachada principal do edifício. Em 1948, teve lugar uma segunda fase de construção que teve em vista a ampliação do hospital, concluindo a ala sul que desde 1916 aguardava financiamento, o qual se veio a encontrar na generosidade da benfeitora Maria Albertina Saraiva de Sousa, Condessa de São Tiago de Lobão (–1948).

## Cronologia
- 1755 | 29 de julho: Concedida bula do Santo Padre Bento XIV à Irmandade.
- 1764 | 22 de dezembro: Outorgada a Graça da Majestade à Irmandade por D. Pedro III.
- 1780 | 30 de abril: Abertura solene da Igreja.
- 1792 | 31 de maio: Concedida carta régia à fundação do Seminário-Colégio.
- 1833 | 24 de julho: Publicada a portaria autorizando a edificação do Cemitério.